# زهور عمري (مسلسل)
زهور عمري، مسلسل تلفزيوني كويتي، إنتاج 2007 أخرجه حسن إبراهيم وشرويت عادل (مخرج منفذ)، ألفت المسلسل وفاء شهاب، وكان من بطولة نخبة من الممثلين.

## بطولة
- أحمد العامر
- فارس عاشور
- أمل عباس
- صادق الدبيس
- مها سالم
- محمد الأمير
- مشاري البلام
- الجوهرة
- فوزية عزت
- مشعل القملاس
- غالية الكاشف
- شهد الياسين
- حنان كرم
- عبد الله البدر
- أفراح
- نادية كرم
- شهد سلمان
- بدر الشرقاوي
- أنوار
- إلهام الفضالة
- ليلى السلمان
- عبد الإمام عبد الله
- بثينة الرئيسي